# Olhèrgas
Olhèrgas (en francès Olliergues) és un municipi francès situat al departament del Puèi Domat i a la regió d'Alvèrnia-Roine-Alps. L'any 2007 tenia 849 habitants.

## Demografia

### Població
El 2007 la població de fet d'Olliergues era de 849 persones. Hi havia 392 famílies de les quals 148 eren unipersonals (56 homes vivint sols i 92 dones vivint soles), 112 parelles sense fills, 100 parelles amb fills i 32 famílies monoparentals amb fills.
La població ha evolucionat segons el següent gràfic:
Habitants censats

### Habitatges
El 2007 hi havia 620 habitatges, 395 eren l'habitatge principal de la família, 72 eren segones residències i 153 estaven desocupats. 517 eren cases i 99 eren apartaments. Dels 395 habitatges principals, 295 estaven ocupats pels seus propietaris, 90 estaven llogats i ocupats pels llogaters i 10 estaven cedits a títol gratuït; 5 tenien una cambra, 30 en tenien dues, 88 en tenien tres, 130 en tenien quatre i 143 en tenien cinc o més. 228 habitatges disposaven pel capbaix d'una plaça de pàrquing. A 175 habitatges hi havia un automòbil i a 146 n'hi havia dos o més.

### Piràmide de població
La piràmide de població per edats i sexe el 2009 era:
| Homes | Edats   | Dones |
| ----- | ------- | ----- |
| 8     | 95 o +  | 4     |
| 0     | 90 a 94 | 12    |
| 8     | 85 a 89 | 24    |
| 4     | 80 a 84 | 12    |
| 20    | 75 a 79 | 44    |
| 24    | 70 a 74 | 28    |
| 40    | 65 a 69 | 32    |
| 16    | 60 a 64 | 12    |
| 12    | 55 a 59 | 32    |
| 60    | 50 a 54 | 12    |
| 36    | 45 a 49 | 44    |
| 16    | 40 a 44 | 36    |
| 24    | 35 a 39 | 32    |
| 16    | 30 a 34 | 28    |
| 24    | 25 a 29 | 16    |
| 20    | 20 a 24 | 12    |
| 44    | 15 a 19 | 44    |
| 8     | 10 a 14 | 20    |
| 16    | 5 a 9   | 12    |
| 12    | 0 a 4   | 8     |

## Economia
El 2007 la població en edat de treballar era de 498 persones, 364 eren actives i 134 eren inactives. De les 364 persones actives 317 estaven ocupades (182 homes i 135 dones) i 47 estaven aturades (15 homes i 32 dones). De les 134 persones inactives 50 estaven jubilades, 33 estaven estudiant i 51 estaven classificades com a «altres inactius».

### Ingressos
El 2009 a Olliergues hi havia 398 unitats fiscals que integraven 793 persones, la mediana anual d'ingressos fiscals per persona era de 15.805,5 €.

### Activitats econòmiques
Dels 64 establiments que hi havia el 2007, 1 era d'una empresa extractiva, 2 d'empreses alimentàries, 1 d'una empresa de fabricació de material elèctric, 6 d'empreses de fabricació d'altres productes industrials, 10 d'empreses de construcció, 16 d'empreses de comerç i reparació d'automòbils, 7 d'empreses de transport, 5 d'empreses d'hostatgeria i restauració, 1 d'una empresa d'informació i comunicació, 2 d'empreses financeres, 1 d'una empresa immobiliària, 1 d'una empresa de serveis, 7 d'entitats de l'administració pública i 4 d'empreses classificades com a «altres activitats de serveis».
Dels 19 establiments de servei als particulars que hi havia el 2009, 1 era una gendarmeria, 1 oficina de correu, 2 oficines bancàries, 2 tallers de reparació d'automòbils i de material agrícola, 1 guixaire pintor, 5 fusteries, 3 lampisteries, 1 empresa de construcció, 2 perruqueries i 1 restaurant.
Dels 7 establiments comercials que hi havia el 2009, 1 era una botiga de menys de 120 m², 2 fleques, 1 una carnisseria, 1 una llibreria, 1 una botiga d'electrodomèstics i 1 un drogueria.
L'any 2000 a Olliergues hi havia 25 explotacions agrícoles que ocupaven un total de 750 hectàrees.

## Equipaments sanitaris i escolars
L'únic equipament sanitari que hi havia el 2009 era una farmàcia.
El 2009 hi havia 1 escola maternal i 1 escola elemental. Olliergues disposava d'un col·legi d'educació secundària amb 118 alumnes.

## Poblacions més properes
El següent diagrama mostra les poblacions més properes.